# Setaria obscura
Setaria obscura là một loài thực vật có hoa trong họ Hòa thảo. Loài này được de Wit miêu tả khoa học đầu tiên năm 1941.